# Comté de McPherson (Kansas)
Pour les articles homonymes, voir McPherson et Comté de McPherson.
Le comté de McPherson est l’un des 105 comtés de l’État du Kansas, aux États-Unis. Il a été fondé le 26 février 1867. Son siège, et plus grande ville, est McPherson. Selon le recensement de 2000, la population du comté est de 29 554 habitants. 
Le comté est nommé d’après le général de guerre civile James B. McPherson.

## Géographie
Le comté a une superficie de 2 334 km², dont 2 330 km² en surfaces terrestres. 

### Géolocalisation
| Comté d'Ellsworth | Comté de Saline    | Comté de Dickinson |
| Comté de Rice     | Comté de McPherson | Comté de Marion    |
| Comté de Reno     |                    | Comté de Harvey    |